# Attiékoi
Attiékoi est une localité du sud de la Côte d'Ivoire, et appartenant au district d'Abidjan, dans la région des Lagunes. La localité d'Attiékoi est un chef-lieu de commune. Elle est située dans la sous-préfecture de Brofodoumé, à 19 kilomètres de la ville d'Abidjan.